# 格扎季河
格扎季河（羅馬化：Gzhat'）是俄羅斯的河流，屬於瓦祖扎河的左支流，由斯摩棱斯克州負責管轄，河道全長113公里，流域面積2,370平方公里，河畔城鎮有加加林。

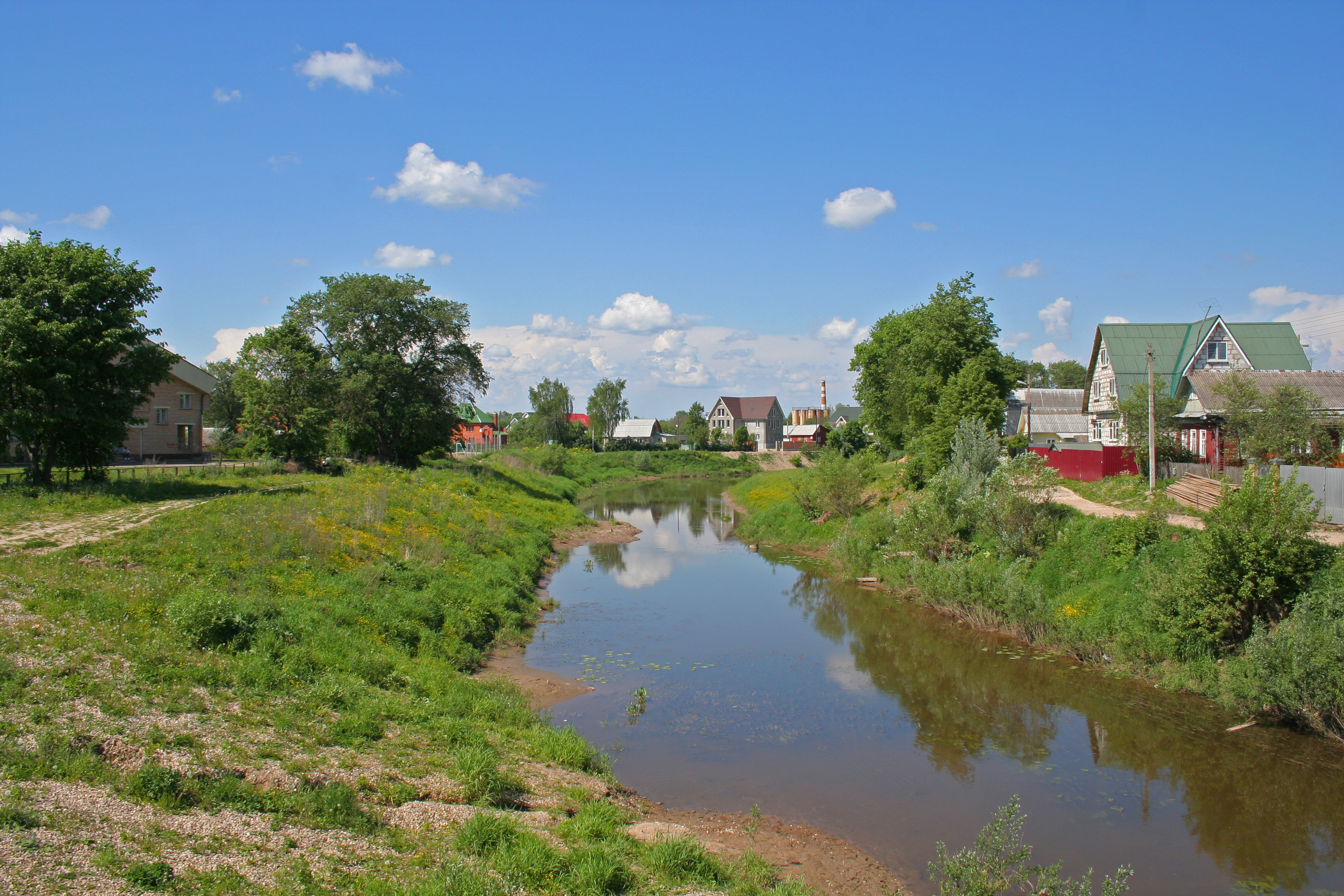